# Microgomphus lilliputians
Microgomphus lilliputians – gatunek ważki z rodziny gadziogłówkowatych (Gomphidae).